# Liu Yi
Der Marquis von Beixiang (traditionell 北鄉侯, vereinfacht 北乡侯, Pinyin Běixīang hóu, W.-G. Pei-hsiang-hou), manchmal auch als Kaiser Shao (少帝, shao di = "junger Kaiser") bezeichnet, war ein Kaiser der Han-Dynastie. Nach dem plötzlichen Tode des Kaisers An im Jahre 125 wurde er zu dessen Nachfolger bestimmt, starb jedoch gleichfalls kurze Zeit später.
Sein Alter lässt sich aus den Quellen nicht belegen, er wird jedoch gemeinhin als jung, ja als ein Kind bezeichnet. Weil seine Regierung recht kurz war und zudem als illegitim betrachtet werden kann, wird er in Listen der Han-Kaiser oft ausgelassen.

## Familiärer Hintergrund und Thronbesteigung
Liu Yis Geburtsdatum ist unbekannt, doch fällt es in die späte Regierung des Kaisers An. Sein Vater Liu Shou (劉壽), der Prinz Hui von Jibei, war ein Sohn von Kaiser Zhang. Damit war Liu Yi ein Vetter von Kaiser An. Über seine Mutter ist nichts bekannt. Er wurde vermutlich um 120 zum Marquis erhoben, als Liu Deng (劉登), der Prinz Jie von Jibei, mit fünfen seiner Brüder zum Marquis erhoben wurde.
Als Kaiser An auf einer Reise nach Wancheng (宛城; im heutigen Nanyang, Henan) plötzlich starb, war seine Witwe Yan Ji nicht dazu bereit, seinen einzigen Sohn Liu Bao (劉保) zum Nachfolger zu ernennen. Einerseits fand sie, dass er im Alter von zehn Jahren schwierig zu kontrollieren sei, andererseits fürchtete sie ihn ein wenig, denn sie hatte seine Mutter Li aus Eifersucht vergiftet. Daher entschloss sie sich dazu, ein jüngeres Mitglied des Kaiserhauses zum Kaiser zu erheben. Aus unbekannten Gründen entschied sie sich für Liu Yi, der damals also jünger als Prinz Bao gewesen sein musste.

## Kurze Herrschaft
Kaiserinmutter Yan Jis Entschluss wurde von einigen mächtigen Beamten unterstützt. Auf ihrer Seite standen Kaiser Ans Stiefonkel Geng Bao (耿寶), die Eunuchen Jiang Jing (江京) und Fan Feng (樊豐) und seine Amme Wang Sheng (王聖). Die Kaiserinmutter und ihr Bruder Yan Xian (閻顯) begehrten jedoch bald die unumschränkte Macht und verleumdeten Geng Bao, Fan Feng und Wang Sheng, die mit ihren Familien verbannt oder (im Falle Fan Fengs) hingerichtet wurden. Die Yan-Familie wurde am Hof in Luoyang die stärkste Macht und herrschte autokratisch.
Als aber im selben Jahr der junge Kaiser schwer krank wurde, verschwor sich der Eunuch Sun Cheng mit einigen Standesgenossen gegen die Yan-Familie. Nachdem der Kaiser gestorben war, stürzten sie die Yans und ernannten Liu Bao zum Kaiser (Shun). Die Yan-Familie wurde mit Ausnahme der Kaiserinmutter, die ihrer Macht enthoben wurde, ausgelöscht.
Kaiser Shun erkannte, dass der junge Prinz Yi nichts mit den Ränken der Kaiserinmutter zu tun gehabt hatte, und entschied ihn nicht postum zu degradieren. Aber er erkannte ihn auch nicht als seinen Vorgänger oder als rechtmäßigen Kaiser an. Darum ließ er ihn mit den Ehren eines kaiserlichen Prinzen bestatten, was eine aufwendigere Zeremonie bedeutete, als sie einem Marquis gebührt hätte. Für den jungen Kaiser ist kein gültiger postumer Name überliefert.

## Äraname
- Yanguang (延光, Pinyin yán gūang) 125 (vom Vorgänger übernommen)

| Vorgänger | Amt                  | Nachfolger |
| --------- | -------------------- | ---------- |
| An        | Kaiser von China 125 | Shun       |

| Personendaten    | Personendaten |
| ---------------- | --- |
| NAME             | Liu Yi |
| ALTERNATIVNAMEN  | Marquis von Beixiang; 北鄉侯 (traditionell); 北乡侯 (vereinfacht); bei xīang hóu (Pinyin); Pei-hsiang-hou (Wade-Giles); Kaiser Shao; 少帝 (shao di = junger Kaiser) |
| KURZBESCHREIBUNG | chinesischer Kaiser der Han-Dynastie |
| GEBURTSDATUM     | um 110 |
| STERBEDATUM      | 125 |